# SLB ET40/50
Die ab 1983 gebauten ET41–58 sind normalspurige Elektrotriebwagen für den Einsatz auf den mit 1000 Volt Gleichspannung elektrifizierten Salzburger Lokalbahnstrecken, die heute in das Netz der S-Bahn Salzburg integriert sind. Hierbei handelt es sich um die S1 Salzburg–Lamprechtshausen und die S11 Bürmoos–Ostermiething. Die Fahrzeuge wurden als Ersatz für die Triebwagen 22–24 und 31–33 beschafft und basieren konstruktiv auf den etwas älteren U3-Triebwagen der U-Bahn Frankfurt.

## Aufbau
Mechanischer Teil
Der Wagenkasten ist als selbsttragende Stahlkonstruktion ausgeführt, welche sich auf den beiden Motordrehgestellen an den Fahrzeugenden sowie auf Jakobs-Drehgestelle abstützt. Der Fahrmotor ist den Drehgestellen als Längsmotor eingebaut, die Kraftübertragung erfolgt über Winkelgetriebe (Tandemantrieb). Die Primärfederung wurde mittels Megi-Federn ausgeführt, zwischen Drehgestell und Wagenkasten kommen Schraubenfedern in Verbindung mit hydraulischen Stoßdämpfern zum Einsatz.
Elektrischer Teil
Die Fahrmotoren sind als vierpolige, kompensierte Vollspannungs-Reihenschlussmotoren mit 300 kW Nennleistung ausgeführt. Jeder Motor wird von einem eigenen Thyristor-Gleichstromsteller (Chopper) angesteuert. Durch die Verwendung von Gleichstromstellern ist es möglich, Bremsenergie in die Fahrleitung zurückzuspeisen. Kann die Bremsenergie nicht aufgenommen werden, wird diese durch Bremswiderstände in Wärme umgewandelt. Die eingebaute Vielfachsteuerung erlaubt das Kuppeln von bis zu vier Fahrzeugen im Regelbetrieb.

## Modifizierungen
Im Laufe ihres Einsatzes wurden die Triebwagen mehreren Modifizierungen unterzogen:
KundeninformationssystemDie ersten drei Serien wurden zur Fahrtzielanzeige mit Brosebändern ausgerüstet. Nach Auslieferung der vierten Serie, die bereits mit LCD-Matrixanzeigen bestückt war, wurden die restlichen Triebwagen dementsprechend nachgerüstet.
Niederflur-MittelteilDie Wagen 50–58 wurden in den Jahren 2012–2014 um ein Niederflur-Mittelteil erweitert. Der Umbau wurde beim tschechischen Unternehmen INEKON Group durchgeführt. Weiters wurden in den Endwagen Sitze und Bodenbeläge getauscht sowie die Drehfalttüren durch Schwenkschiebetüren der Firma IFE ersetzt. Das Umbauprogramm wurde 2019 mit dem ET46 abgeschlossen. Somit sind von den 18 Triebwagen insgesamt 13 mit Mittelteil (ET46–ET58, Bezeichnung ET40NF) ausgestattet und 5 Fahrzeuge (ET41–ET45) noch wie ursprünglich 2-teilig. Vom Türumbau ausgenommen waren die Triebwagen ET55–ET58, da diese bereits mit Schwenkschiebetüren ausgeliefert wurden.
TürenAls Folgeprojekt zu den Niederflur-Mittelteilen wurden bei den nicht verlängerten Triebwagen ebenfalls die Drehfalttüren durch Schwenkschiebetüren ersetzt.
Bemängelt wird, dass der gesamte Triebewagenbestand auch im Zuge der letzten Modifizierungen noch mit keiner Klimaanlage versehen wurde.

## Benennung

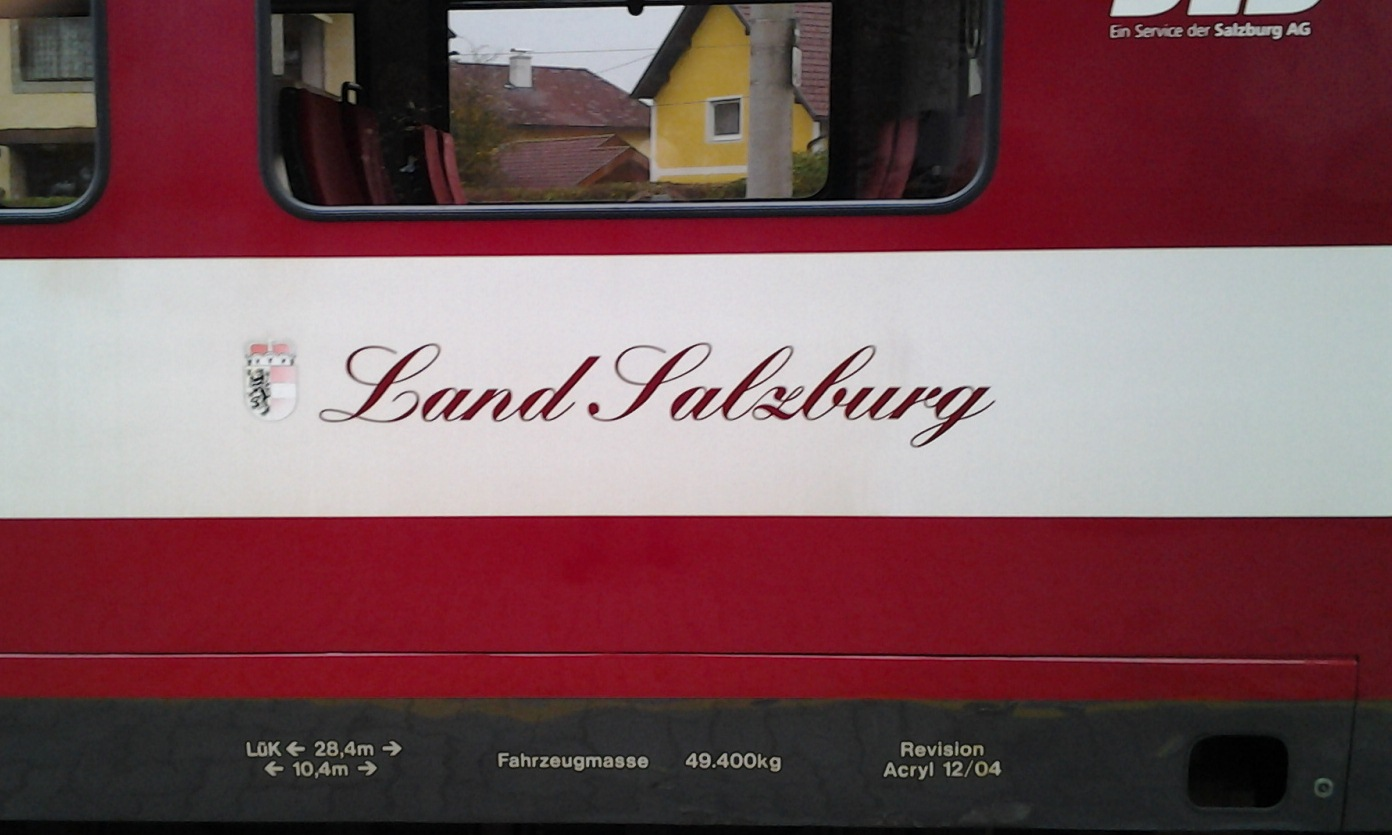
Triebwagen ET55 mit dem Namen Land Salzburg

Die Wagen 41–58 erhielten Namen von Gemeinden, durch die die beiden Strecken führen sowie einige weitere Ortsbezeichnungen aus der Region einschließlich aus dem benachbarten Bayern. Die Ortsnamen sind zusätzlich mit dem jeweiligen Wappen an beiden Seiten der Wagen aufgebracht.
| Triebwagen | Name                 | Baujahr |
| ---------- | -------------------- | ------- |
| ET41       | Salzburg             | 1983    |
| ET42       | Bergheim             | 1983    |
| ET43       | Oberndorf            | 1983    |
| ET44       | Bürmoos              | 1983    |
| ET45       | Lamprechtshausen     | 1983    |
| ET46       | Anthering            | 1988    |
| ET47       | Nußdorf              | 1988    |
| ET48       | Göming               | 1988    |
| ET49       | St. Georgen          | 1988    |
| ET50       | Freilassing          | 1988    |
| ET51       | Berchtesgaden        | 1992    |
| ET52       | Dorfbeuern           | 1992    |
| ET53       | St. Pantaleon        | 1992    |
| ET54       | Laufen               | 1992    |
| ET55       | Land Salzburg        | 2001    |
| ET56       | Land Oberösterreich  | 2002    |
| ET57       | Oberes Innviertel    | 2002    |
| ET58       | Partnerstadt Dresden | 2002    |